# Lorenzo de Médici (1599-1648)
Lorenzo de Médici (Florencia, 1 de agosto de 1599-ibidem, 15 de noviembre de 1648) fue el séptimo hijo del gran duque de Toscana, Fernando I de Médici, y de Cristina de Lorena.

## Biografía
Apasionado de los perros, la caza y los caballos, fue además un gran mecenas: protector de Stefano della Bella, en su residencia en el Casino en via del Parione (hoy destruido para dar lugar al Palazzo Corsini al Parione) y en la Villa La Petraia, cuyos frescos encargó a Volterrano, logró reunir una considerable colección de cuadros.
En 1617 acompañó a su hermana, Catalina, que se había casado con Fernando Gonzaga, a Mantua, visitó Venecia, Génova, Loreto y Pésaro. En 1623 se desplazó a Urbino en ayuda de su hermana, Claudia, que se había quedado viuda del duque Federico Ubaldo della Rovere, para convencer a su suegro, Francisco María II della Rovere, que se había quedado sin herederos, de ceder el Ducado de Urbino a los Médici. Fallida esta tentativa, en 1626 acompañó a Claudia en su segundo viaje nupcial, esta vez dirección a Innsbruck, para casarse con el conde del Tirol, Leopoldo V de Habsburgo: en esta ocasión visitó Múnich, Núremberg, Ratisbona y Nancy.
No se casó nunca. Murió en 1648, se dice que envenenado. Dejó todos sus bienes a su sobrino Fernando II de Médici con la condición que repartiese parte de ellos entre sus sirvientes. Sus restos descansan en la Capilla de los Médici en la Basílica de San Lorenzo de Florencia.
- Datos: Q3837121
- Multimedia: Lorenzo de' Medici (1599-1648) / Q3837121